# Hinton (Stroud)
Hinton é uma paróquia e aldeia de Stroud, no condado de Gloucestershire, na Inglaterra. De acordo com o Censo de 2011, tinha 1083 habitantes. Tem uma área de 7,80 km².